# Diplosoma spongiforme
Diplosoma spongiforme is een zakpijpensoort uit de familie van de Didemnidae. De wetenschappelijke naam van de soort werd in 1872 voor het eerst geldig gepubliceerd door Alfred Giard.

## Beschrijving
Diplosoma spongiforme is een korstvormende koloniale zakpijp die rotsen en andere harde oppervlakken kan bedekken met een diameter van 20 tot 30 cm. Meerdere kolonies kunnen zich bij elkaar voegen en kunnen zo een oppervlakte van enkele vierkante meters beslaan. De kleine zooïden zijn zichtbaar als geclusterde groepen die dicht over de mantel zijn verspreid. Er zijn een paar opvallende oscula-achtige uitademingsopeningen, normaal gemarkeerd met wit of blauwachtig wit pigment. Er kunnen pigmentvlekken op het oppervlak van het vel zitten en de inhalatieporiën boven elke zooide kunnen met pigment zijn omringd. Deze zakpijp kan eruitzien als iets doods en rottends, maar is in feite een perfect gezond organisme! Het is een van de meest sponsachtige zakpijpen.

## Verspreiding
Diplosoma spongiforme is aanwezig tot 40 meter diep in de Atlantische Oceaan, het Kanaal, de Noordzee en de Middellandse Zee. De zakpijp is wijdverbreid en algemeen aan de westkust van de Britse Eilanden. Deze veel voorkomende zakpijp kan leven in een grote verscheidenheid aan leefomgevingen, van beschutte tot blootgestelde omstandigheden.